# Jason Smith (hockey sur glace)
Pour les articles homonymes, voir Jason Smith et Smith.
Jason Smith (né le 2 novembre 1973 à Calgary en Alberta au Canada) est un joueur professionnel canadien de hockey sur glace devenu entraîneur. Il évoluait au poste de défenseur.

## Biographie
Joueur des Pats de Regina de la Ligue de hockey de l'Ouest (LHOu), Jason Smith est repêché par les Devils du New Jersey au 18e rang lors du premier tour du repêchage d'entrée dans la LNH 1992. Il passe au niveau professionnel en 1993 en jouant un match éliminatoire avec les Devils d'Utica dans la Ligue américaine de hockey (LAH) lors des séries éliminatoires de la Coupe Calder. Il fait ses débuts dans la Ligue nationale de hockey avec les Devils en 1993-1994 en jouant près de la moitié des matchs de la saison, soit 41 parties. Il est échangé en 1997 aux Maple Leafs de Toronto puis deux ans plus tard, il rejoint les Oilers d'Edmonton via un nouvel échange. En 2001, il est nommé capitaine des Oilers, rôle qu'il conserve jusqu'à son échange aux Flyers de Philadelphie en juillet 2007. Il est nommé capitaine des Flyers lors de sa seule saison avec l'équipe en 2007-2008. Le 8 juillet 2008, il signe un contrat de deux ans avec les Sénateurs d'Ottawa mais à la suite d'une blessure au genou qui a mis fin à sa saison, il annonce sa retraite le 2 septembre 2009 alors qu'il lui restait encore une année dans son contrat avec les Sénateurs.
En septembre 2012, il rejoint les Sénateurs en tant que consultant des dépisteurs et du développement puis deux ans plus tard, il rejoint le personnel d'entraîneurs de l'équipe en étant nommé entraîneur adjoint.

## Statistiques

### En club
| Saison     | Équipe                 | Ligue      |       | Saison régulière | Saison régulière | Saison régulière | Saison régulière | Saison régulière |   | Séries éliminatoires | Séries éliminatoires | Séries éliminatoires | Séries éliminatoires | Séries éliminatoires |
| Saison     | Équipe                 | Ligue      | PJ    | B                | A                | Pts              | Pun              | PJ               | B | A                    | Pts                  | Pun                  |                      |                      |
| 1990-1991  | Canucks de Calgary     | LHJA       | 45    | 3                | 15               | 18               | 69               | -                | - | -                    | -                    | -                    |                      |                      |
| 1990-1991  | Pats de Regina         | LHOu       | 2     | 0                | 0                | 0                | 7                | 4                | 0 | 0                    | 0                    | 2                    |                      |                      |
| 1991-1992  | Pats de Regina         | LHOu       | 62    | 9                | 29               | 38               | 168              | -                | - | -                    | -                    | -                    |                      |                      |
| 1992-1993  | Pats de Regina         | LHOu       | 64    | 14               | 52               | 66               | 175              | 13               | 4 | 8                    | 12                   | 39                   |                      |                      |
| 1992-1993  | Devils d'Utica         | LAH        | -     | -                | -                | -                | -                | 1                | 0 | 0                    | 0                    | 2                    |                      |                      |
| 1993-1994  | River Rats d'Albany    | LAH        | 20    | 6                | 3                | 9                | 31               | -                | - | -                    | -                    | -                    |                      |                      |
| 1993-1994  | Devils du New Jersey   | LNH        | 41    | 0                | 5                | 5                | 43               | 6                | 0 | 0                    | 0                    | 7                    |                      |                      |
| 1994-1995  | Rivers Rats d'Albany   | LAH        | 7     | 0                | 2                | 2                | 15               | 11               | 2 | 2                    | 4                    | 19                   |                      |                      |
| 1994-1995  | Devils du New Jersey   | LNH        | 2     | 0                | 0                | 0                | 0                | -                | - | -                    | -                    | -                    |                      |                      |
| 1995-1996  | Devils du New Jersey   | LNH        | 64    | 2                | 1                | 3                | 86               | -                | - | -                    | -                    | -                    |                      |                      |
| 1996-1997  | Devils du New Jersey   | LNH        | 57    | 1                | 2                | 3                | 38               | -                | - | -                    | -                    | -                    |                      |                      |
| 1996-1997  | Maple Leafs de Toronto | LNH        | 21    | 0                | 5                | 5                | 16               | -                | - | -                    | -                    | -                    |                      |                      |
| 1997-1998  | Maple Leafs de Toronto | LNH        | 81    | 3                | 13               | 16               | 100              | -                | - | -                    | -                    | -                    |                      |                      |
| 1998-1999  | Maple Leafs de Toronto | LNH        | 60    | 2                | 11               | 13               | 40               | -                | - | -                    | -                    | -                    |                      |                      |
| 1998-1999  | Oilers d'Edmonton      | LNH        | 12    | 1                | 1                | 2                | 11               | 4                | 0 | 1                    | 1                    | 4                    |                      |                      |
| 1999-2000  | Oilers d'Edmonton      | LNH        | 80    | 3                | 11               | 14               | 60               | 5                | 0 | 1                    | 1                    | 4                    |                      |                      |
| 2000-2001  | Oilers d'Edmonton      | LNH        | 82    | 5                | 15               | 20               | 120              | 6                | 0 | 2                    | 2                    | 6                    |                      |                      |
| 2001-2002  | Oilers d'Edmonton      | LNH        | 74    | 5                | 13               | 18               | 103              | -                | - | -                    | -                    | -                    |                      |                      |
| 2002-2003  | Oilers d'Edmonton      | LNH        | 68    | 4                | 8                | 12               | 64               | 6                | 0 | 0                    | 0                    | 19                   |                      |                      |
| 2003-2004  | Oilers d'Edmonton      | LNH        | 68    | 7                | 12               | 19               | 98               | -                | - | -                    | -                    | -                    |                      |                      |
| 2005-2006  | Oilers d'Edmonton      | LNH        | 76    | 4                | 13               | 17               | 84               | 24               | 1 | 4                    | 5                    | 16                   |                      |                      |
| 2006-2007  | Oilers d'Edmonton      | LNH        | 82    | 2                | 9                | 11               | 103              | -                | - | -                    | -                    | -                    |                      |                      |
| 2007-2008  | Flyers de Philadelphie | LNH        | 77    | 1                | 9                | 10               | 86               | 17               | 0 | 2                    | 2                    | 4                    |                      |                      |
| 2008-2009  | Sénateurs d'Ottawa     | LNH        | 63    | 1                | 0                | 1                | 47               | -                | - | -                    | -                    | -                    |                      |                      |
| Totaux LNH | Totaux LNH             | Totaux LNH | 1 008 | 41               | 128              | 169              | 1 099            | 68               | 1 | 10                   | 11                   | 60                   |                      |                      |

### En équipe nationale
Il a représenté le Canada au niveau international.
| Année | Compétition                 |   | PJ | B | A | Pts | Pun             |  | Résultat |
| 1993  | Championnat du monde junior | 7 | 1  | 3 | 4 | 10  | Médaille d'or   |  |          |
| 2001  | Championnat du monde        | 7 | 1  | 0 | 1 | 4   | Cinquième place |  |          |

## Trophées et honneurs personnels
- 1991-1992 : nommé dans l'équipe d'étoiles des recrues de la LCH.
- 1992-1993 :
  - nommé dans la première équipe d'étoiles de l'association de l'Est de la LHOu.
  - nommé dans la première équipe d'étoiles de la LCH.
  - remporte le trophée Bill Hunter Memorial
- 1994-1995 : champion de la Coupe Calder avec les River Rats d'Albany.

## Transactions
- 20 juin 1992 : repêché par les Devils du New Jersey au 18e rang lors du premier tour du repêchage d'entrée dans la LNH 1992.
- 25 février 1997 : échangé par les Devils aux Maple Leafs de Toronto avec Alyn McCauley et Steve Sullivan contre Dave Ellett, Doug Gilmour et un choix de troisième tour au repêchage de 1997 (Andre Lakos).
- 23 mars 1999 : échangé par les Maple Leafs aux Oilers d'Edmonton contre un choix de quatrième tour au repêchage de 1999 (Jonathon Zion) et un choix de deuxième tour au repêchage de 2000 (Kris Vernarsky).
- 1er juillet 2007 : échangé par les Oilers aux Flyers de Philadelphie avec Joffrey Lupul contre Joni Pitkänen, Geoff Sanderson et un choix de troisième tour au  repêchage de 2009 (Cameron Abney)
- 8 juillet 2008 : signe en tant qu'agent libre avec les Sénateurs d'Ottawa.